# Улица Докукина
У́лица Доку́кина — улица на севере Москвы в районе Ростокино Северо-Восточного административного округа, между проспектом Мира и 1-й улицей Леонова. Переименована в 1964 году в честь Ивана Архиповича Докукина (1920—1943) — Героя Советского Союза, участника Великой Отечественной войны. В составе Москвы с 1917 года, как улица Большая Леоновская села Леоново.

## Описание

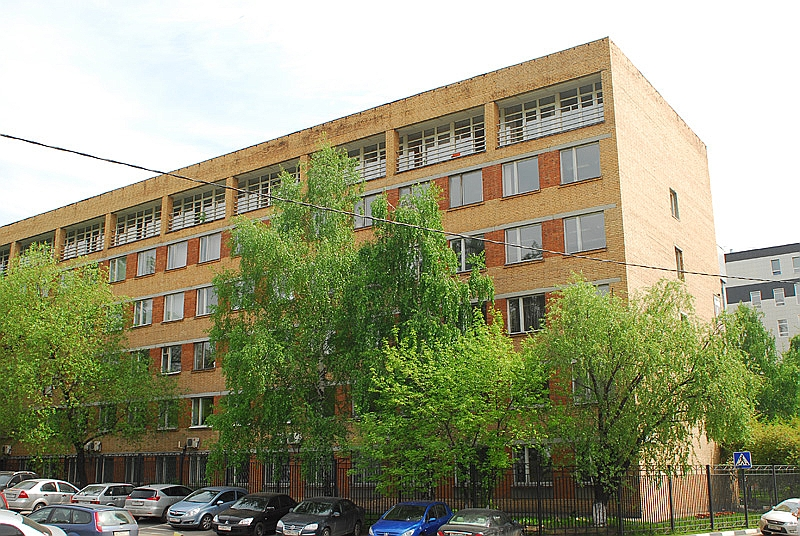
Технологический колледж №14: Подразделение факультетов «Дизайн», «Ресторанный бизнес»: ул. Докукина, д. 16 стр. 2.

Располагается в Северо-Восточном административном округе, в муниципальном районе Ростокино.
Улица расположена между проспектом Мира (начало) и пересечением 1-го проезда Леонова с улицей Леонова.
Протяжённость улицы — 1,0 км, с юго-востока на северо-запад. Асфальтовое покрытие, две полосы в каждую сторону (фактически только по одной полосе в каждую сторону).

## Инфраструктура
На улице по чётной стороне находятся предприятие АООТ «Русский Мех», предприятие АООТ МПШО «Смена», Останкинский телефонный узел МГТС, 12-й противотуберкулёзный диспансер, техникум, церковь Ризоположения.

## Учреждения и организации
- Дом 4 — Останкинский телефонный узел, Московская городская телефонная сеть;
- Дом 4А — Московский банк реконструкции и развития (отделение);
- Дом 5А — школа № 410 надомного обучения (для больных детей и детей-инвалидов);
- Дом 5 — штаб народной дружины района Ростокино;
- Дом 5, корпус 1 — компания «Нафта-Хим»;
- Дом 6 — бюджетная гостиница «Русь»;
- Дом 8, корпус 2 — Институт коммуникативных технологий; бизнес-колледж «Шарм»;
- Дом 8, строение 2 — БЦ «Ультрамарин»;
- Дом 7А — детский сад № 1539;
- Дом 7, корпус 1 — издательство «Алтей и Ко»;
- Дом 10 — фабрика «Золотое руно»; «Русский мех»; Дом моды Татьяны Дорожкиной; мебельная фабрика «Элко»;
- Дом 10, строение 11 — колбасный комбинат «Богатырь»;
- Дом 10, строение 12 — ресторан «Замок 10/12»;
- Дом 10, строение 25 — торговый дом «Богатырь»;
- Дом 11, строение 5 — Районное управление социальной защиты населения Ростокино СВАО; ассоциация охранных предприятий ветеранов силовых структур «Страж»;
- Дом 16, строение 1 — издательский дом «Аксель Шпрингер»; журналы «Русский Newsweek», «Wall Paper», «Forbes»; Телекомпания «ДТВ» (до конца 2000-х); Профстройкомплект;
- Дом 16, строение 2 — Технологический колледж № 14 Подразделение Докукина;
- Дом 16 — Московское производственное швейное объединение «Смена»; торговый дом «Смена»;
- Дом 16А — медсанчасть № 33 (Министерство связи и информатизации РФ и предприятия связи Москвы), здравпункт: № 1;
- Дом 18 — противотуберкулёзный диспансер № 12;
- Дом 18, корпус 1 — психоневрологический диспансер № 16 СВАО (Бабушкинский, Лосиноостровский, Ростокино, Свиблово, Ярославский);
- Дом 19 — Храм Ризоположения в Леонове.